# Södra Joltjärnen
Södra Joltjärnen är en sjö i Torsby kommun i Värmland och ingår i Göta älvs huvudavrinningsområde. Sjön är 8,6 meter djup, har en yta på 0,153 kvadratkilometer och befinner sig 285,3 meter över havet. Sjön avvattnas av vattendraget Västra Jolen.

## Delavrinningsområde
Södra Joltjärnen ingår i det delavrinningsområde (668889-135680) som SMHI kallar för Utloppet av Södra Joltjärnen. Medelhöjden är 317 meter över havet och ytan är 1,86 kvadratkilometer. Räknas de 2 avrinningsområdena uppströms in blir den ackumulerade arean 21,64 kvadratkilometer. Västra Jolen som avvattnar avrinningsområdet har biflödesordning 4, vilket innebär att vattnet flödar genom totalt 4 vattendrag innan det når havet efter 384 kilometer. Avrinningsområdet består mestadels av skog (71 procent) och sankmarker (11 procent). Avrinningsområdet har 0,15 kvadratkilometer vattenytor vilket ger det en sjöprocent på 8,2 procent.